# Aloe virens
Aloe virens é uma espécie de liliopsida do gênero Aloe, pertencente à família Asphodelaceae.